# Hans Hansson (ämbetsman)
Hans Olof Gösta Hansson, född 22 december 1907 i Lunds stadsförsamling i dåvarande Malmöhus län, död 3 januari 1976 i Lidingö församling i Stockholms län, var en svensk jurist och ämbetsman.
Hans Hansson var son till mejeriingenjören Per Hansson och Emilia Ohlsson. Han blev efter studier vid Lunds universitet juris kandidat där 1932, genomförde tingstjänstgöring 1932–1935, tjänstgjorde vid fångvårdsstyrelsen 1936, kommunikationsdepartementet 1936, amanuens där 1938, kanslisekreterare 1942, regeringsrättssekreterare 1943, särskild föredragande vid handelskommission 1948–1949 samt kanslichef vid statens trafiksäkerhetsråd från 1949.
Han var som sekreterare, expert och ledamot engagerad i olika utredningar och kommittéer, ombud vid förhandlingar inom ECE, OECD och europeiska transportministerkonferenser. Han var styrelseledamot och ledamot i AU NTF. Han medverkade med artiklar i såväl svensk som utländsk fackpress.
Han var från 1939 till sin död gift med skådespelaren Birgitta Valberg (1916–2014) och fick barnen Bodel Redin (1942–2000), Per Hansson (född 1945) och Maria Bandobranski (född 1947). Hansson är begraven på Lidingö kyrkogård tillsammans med sin hustru.